# Helminthophis
Helminthophis — рід змій родини американських сліпунів (Anomalepididae). Представники цього роду мешкають в Центральній і Південній Америці.

## Види
Рід Helminthophis нараховує 3 види:
- Helminthophis flavoterminatus (Peters, 1857)
- Helminthophis frontalis (Peters, 1860)
- Helminthophis praeocularis Amaral, 1924

## Етимологія
Наукова назва роду Helminthophis походить від сполучення слів дав.-гр. ἑλμινς — черв'як і οφις — луска.